# Šachový turnaj v Londýně 1851

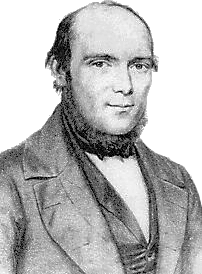
Adolf Anderssen, vítěz turnaje

Šachový turnaj v Londýně v roce 1851 byl prvním šachovým mezinárodním turnajem. S nápadem o uspořádání mezinárodního turnaje přišel anglický šachista Howard Stauton, který turnaj zorganizoval. Poprvé se tak evropská šachová špička sešla na jednom turnaji. Ze šestnácti hráčů skončil nečekaně nejlépe německý Adolf Anderssen, který si tak zajistil titul neoficiálního mistra světa.

## Nápad

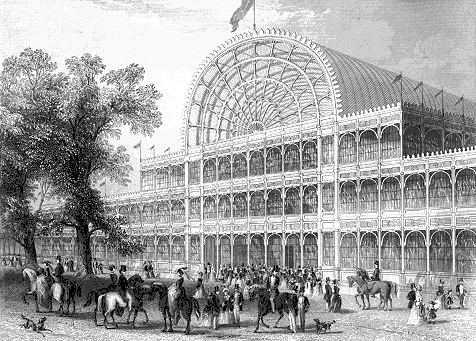
Vstup do budovy Světové výstavy 1851

V květnu 1851 se v Londýně konala Světová výstava, na které Británie představila tamní průmysl a technologie. Kvůli tomu se britská šachová obec cítila povinna uspořádat něco podobného pro šachisty. Howard Stauton tedy navrhl uspořádání turnaje a později se stal vedoucím organizátorů turnaje. Domníval se, že Velká výstava představuje jedinečnou příležitost pro uspořádání mezinárodního turnaje, protože obtíže, které bránily mezinárodní účasti, by se výrazně snížily, například by pro soutěžící bylo snazší získat pasy či zajistit volno v práci.
V roce 1848 byl publikován dopis, ve kterém německý šachový mistr Ludwig Bledow navrhuje, že by společně s baronem von Heydebrandem und der Lasou uspořádali v německém městě Trevíru šachový mezinárodní turnaj, jehož vítěz by byl považován za mistra světa. Protože Bledow zemřel v roce 1946, turnaj se neuskutečnil, ale není jasné, proč se publikace tohoto dopisu oddálila. I tento dopis tedy mohl Stautona ke konání turnaje motivovat.
Stauton a další organizátoři měli pro tento turnaj velké, až ambiciózní cíle, mimo jiné svolání Šachového parlamentu s cíli: mj. dokončení standardizace tahů a dalších pravidel, jelikož sv té době stále existovaly nějaké rozpory v pravidlech; standardizace šachové notace či dohodnout se na časových limitech, jelikož někteří hráči byli proslulí tím, že i v prohrané pozici hráli dál a prodlužovali tak partii.
Před začátkem turnaje napsali dva redaktoři o tom, že by vítěz měl být považován za mistra světa v šachu; jedním z nich byl Hugh Alexander Kennedy, jeden z turnajových organizátorů a jeho účastníků, druhým pak byl redaktor v časopise Liberty Weekly Tribune v Missouri. Nic však nenasvědčuje tomu, že korunování tehdejšího mistra světa bylo formálním cílem turnaje.

## Příprava
Správní výbor turnaje vedl George Spencer-Churchill, 8. vévoda z Marlborough a Stauton byl jeho sekretářem. Většina členů tohoto výboru pak byla ze Stautonova šachového klubu. Narušit konání turnaje se snažil vlivný a silný londýnský šachový klub, George Walker využil své rubriky v časopise Bell's Life, aby co nejvíce znemožnil turnajové přípravy. Z důvodu, aby se na turnaj dostavilo co nejvíce hráčů z tehdejší světové špičky, zřídil Stauton cenový fond, ve kterém bylo 500 liber, což byla v roce 1851 velice vysoká suma peněz, v roce 2006 měly tyto peníze hodnotu 359 000 liber. Peníze v tomto fondu byly dary některých šachových klubů a šachistů. Ve Francii proběhla sbírka v Café de la Régence, z Indie pak částkou 100 liber přispěl Kalkatský šachový klub. Dva jeho hlavní představitelé, John Cochrane a T.C. Morton pak přispěli dvěma ze čtyř největšími příspěvky jednotlivců. Turnaj byl naplánován tak, aby se kryl s londýnskou Světovou výstavou a začal dne 26. května 1851.

## Hráči
Turnaj se hrál vyřazovacím systémem a mělo se jej zúčastnit 16 nejlepších evropských šachistů. Pozvánky dostali Maďaři Vincent Grimm, József Szén a Johann Jacob Löwenthal. Z německých šachistů byli pozváni Adolf Anderssen, Bernhard Horwitz, Karl Mayet a Tassilo von Heydebrand und der Lasa; z Francouzů to byli Pierre Charles Fournier de Saint-Amant a Lionel Kieseritzky; z občanů Ruska Karl Friedrich Jänisch, Alexandr Dmitrijevič Petrov a Ilja Šumov a z britů Howard Staunton, Henry Buckle, Marmaduke Wyvill, Elijah Williams, Hugh Alexander Kennedy, Samuel Newham a Henry Edward Bird.
Mnoho z pozvaných se však zúčastnit nemohlo. Vincent Grimm se nemohl zúčastnit kvůli svému vyhoštění, jelikož se zúčastnil revoluce v roce 1848. Saint-Amant musel odcestovat na diplomatickou cestu do Kalifornie, von der Lasa a Petrov se turnaje také nemohli účastnit, Jänisch a Šumov turnaj nestihli v čas, přičemž po turnaji sehrál Jänisch se Stauntonem zápas, který prohrál. Nezúčastnil se ani Henry Bukckle a zúčastnit se nechtěl ani Anderssen, jemuž Staunton nabídl proplatit náklady, když nevyhraje jakoukoliv turnajovou cenu. Anderssen tuto nabídku přijal.

## Průběh
Zdrojem výsledků jednotlivých zápasů je Stauntova kniha o tomto turnaji. Anderssenovo vítězství bylo neočekávané, očekávalo se vítězství Howarda Stauntona.

### Pavouk
| První kolo | První kolo         | První kolo | První kolo | První kolo |  |  | Druhé kolo       | Druhé kolo       | Druhé kolo | Druhé kolo | Druhé kolo | Druhé kolo | Druhé kolo |  |  | Semifinále | Semifinále       | Semifinále | Semifinále | Semifinále | Semifinále | Semifinále |  |  | Finále | Finále           | Finále | Finále | Finále | Finále | Finále |
|            |                    |            |            |            |  |  |                  |                  |            |            |            |            |            |  |  |            |                  |            |            |            |            |            |  |  |        |                  |        |        |        |        |        |
|            | Adolf Anderssen    |            |            |            |  |  |                  |                  |            |            |            |            |            |  |  |            |                  |            |            |            |            |            |  |  |        |                  |        |        |        |        |        |
|            | Lionel Kieseritzky |            |            |            |  |  |                  | Adolf Anderssen  |            |            |            |            |            |  |  |            |                  |            |            |            |            |            |  |  |        |                  |        |        |        |        |        |
|            | József Szén        |            |            |            |  |  | József Szén      |                  |            |            |            |            |            |  |  |            |                  |            |            |            |            |            |  |  |        |                  |        |        |        |        |        |
|            | Samuel Newham      |            |            |            |  |  |                  |                  |            |            |            |            |            |  |  |            | Adolf Anderssen  |            |            |            |            |            |  |  |        |                  |        |        |        |        |        |
|            | Bernhard Horwitz   |            |            |            |  |  |                  |                  |            |            |            |            |            |  |  |            | Howard Staunton  |            |            |            |            |            |  |  |        |                  |        |        |        |        |        |
|            | Henry Edward Bird  |            |            |            |  |  |                  | Howard Staunton  |            |            |            |            |            |  |  |            |                  |            |            |            |            |            |  |  |        |                  |        |        |        |        |        |
|            | Howard Staunton    |            |            |            |  |  | Bernhard Horwitz |                  |            |            |            |            |            |  |  |            |                  |            |            |            |            |            |  |  |        |                  |        |        |        |        |        |
|            | Alfred Brodie      |            |            |            |  |  |                  |                  |            |            |            |            |            |  |  |            |                  |            |            |            |            |            |  |  |        | Adolf Anderssen  |        |        |        |        |        |
|            | Elijah Williams    |            |            |            |  |  |                  |                  |            |            |            |            |            |  |  |            |                  |            |            |            |            |            |  |  |        | Marmaduke Wyvill |        |        |        |        |        |
|            | Johann Löwenthal   |            |            |            |  |  |                  | Elijah Williams  |            |            |            |            |            |  |  |            |                  |            |            |            |            |            |  |  |        |                  |        |        |        |        |        |
|            | James R. Mucklow   |            |            |            |  |  | James R. Mucklow |                  |            |            |            |            |            |  |  |            |                  |            |            |            |            |            |  |  |        |                  |        |        |        |        |        |
|            | E.S. Kennedy       |            |            |            |  |  |                  |                  |            |            |            |            |            |  |  |            | Marmaduke Wyvill |            |            |            |            |            |  |  |        |                  |        |        |        |        |        |
|            | Hugh A. Kennedy    |            |            |            |  |  |                  |                  |            |            |            |            |            |  |  |            | Elijah Williams  |            |            |            |            |            |  |  |        |                  |        |        |        |        |        |
|            | Carl Mayet         |            |            |            |  |  |                  | Marmaduke Wyvill |            |            |            |            |            |  |  |            |                  |            |            |            |            |            |  |  |        |                  |        |        |        |        |        |
|            | Marmaduke Wyvill   |            |            |            |  |  | Hugh A. Kennedy  |                  |            |            |            |            |            |  |  |            |                  |            |            |            |            |            |  |  |        |                  |        |        |        |        |        |
|            | Edward Löwe        |            |            |            |  |  |                  |                  |            |            |            |            |            |  |  |            |                  |            |            |            |            |            |  |  |        |                  |        |        |        |        |        |

### Nádstavba
- Williams – Staunton 4:3 (o třetí místo)
- Szén 4 – Kennedy 0 (o páté místo)